# In nome dell'amore - Volume 2
In nome dell'amore - Volume 2 è il nono album in studio del cantautore italiano Alex Britti, pubblicato nel maggio 2017.

## Tracce
1. Senza guardare indietro – 3:04
2. Speciale – 3:43
3. Tanti anni fa – 3:07
4. ... E basta – 3:03
5. Stringimi forte amore – 3:39
6. Libero – 3:15
7. In nome dell'amore (alternative mood) – 3:30

## Musicisti
- Alex Britti - voce, chitarra, basso, programmazione batteria e tastiere
- Stefano Sastro - tastiere
- Cassandra De Rosa e Natalie Coppola - cori su “Speciale”, “...E basta” e “Libero”